# Kenyang
Le kenyang (ou banjangi, banyang, banyangi, bayangi, manyang, nyang) est une langue bantoïde méridionale parlée dans la région du Sud-Ouest au Cameroun, dans le département de la Manyu, les arrondissements de Tinto et Upper Bayang, aux environs et au sud-ouest de Mamfé, également dans le département du Koupé-Manengouba, à l'ouest de l'arrondissement de Nguti, par les populations Banyang.
En 1992 on dénombrait 65 000 locuteurs. 

## Écriture
| a  | b | bh | ch | d  | e | ɛ | f | g | gb | gh | i | ɨ | j | k |
| kp | m | n  | ŋ  | ny | o | ɔ | p | r | s  | t  | u | ʉ | w | y |